# Плотично (Новгородская область)
Плотично — деревня в Валдайском районе Новгородской области России. Входит в состав Рощинского сельского поселения.

## География
Деревня находится в юго-восточной части Новгородской области, в зоне хвойно-широколиственных лесов, при автодороге 49К-014, на западном берегу озера Плотично, на расстоянии примерно 17 километров (по прямой) к северо-востоку от города Валдай, административного центра района. Абсолютная высота — 192 метра над уровнем моря.

### Часовой пояс
Деревня Плотично, как и вся Новгородская область, находится в часовой зоне МСК (московское время). Смещение применяемого времени относительно UTC составляет +3:00.

## Население
| 2010 |
| ---- |
| 5    |

Половой состав
По данным Всероссийской переписи населения 2010 года в гендерной структуре населения мужчины составляли 60 %, женщины — соответственно 40 %.

Согласно результатам переписи 2002 года, в национальной структуре населения русские составляли 100 % из 9 чел.